# 非凡的杰茜
《非凡的杰茜》（Jassi Jaissi Koi Nahin）是一部548集的印度电视剧。本剧为印度版的《丑女贝蒂》。

## 剧情概要
刚毕业的女大学生—杰茜，她为人善良正直，乐于助人，在大学期间成绩出众，一致获得好评，但由于她长相丑陋，一直都找不到工作。一次偶然的机会，她获得了盖摩尔时装公司的赏识，成为了新一任的董事会主席阿曼·苏里的秘书兼助手……

## 演员列表
- 杰茜 — 莫娜·辛格
- 阿曼 — 艾普瓦
- 玛丽卡 — 莱姗达·可罕
- 拉吉 — 帕米特·塞斯
- 帕莉 — 马尼尼·德
- 马蒂 — 拉耶什·考赫拉